# نابليون كراسينسكي
نابليون ستانيسواف آدم فيليكس زيجمونت كراسينسكي (19 فبراير 1812 - 23 فبراير 1859) كان شاعرًا بولنديًا صُنف تقليديًا بعد آدم ميتسكيفيتش وجوليوس سلواسكي كأحد شعراء بولندا الثلاثة - الشعراء الرومانسيون الذين أثروا في الوعي الوطني في بولندا خلال فترة تقسيم بولندا.
كان كراسينسكي أشهر عضو في عائلة كراسينسكي النبيلة. ولد في باريس للكونت وينسينتي كراسينسكي وماريا أورسولا رادزويتش، وهو عضو في عائلة رادزويتش الأرستقراطية. أصبح الرفيق المقرب لوالده بعد وفاة والدته المبكرة بسبب مرض السل. تلقى تعليمه على يد مدرسين خاصين قبل التحاقه بمدرسة وارسو الثانوية، حيث تخرج عام 1827. ثم بدأ دراسة القانون والإدارة في الجامعة الملكية في وارسو، لكنه طُرد من الجامعة عام 1829.
في عام 1829 غادر كراسينسكي بولندا للدراسة في جنيف. التقى بميتسكيفيتش، الذي أبهر الكاتب الشاب ولعب دورًا مهمًا في تشكيل أساليبه الأدبية. في روما، تلقى كراسينسكي أخبارًا عن انتفاضة نوفمبر وقطع رحلته بنية العودة إلى بولندا للقتال، لكنه في النهاية لم يشارك في الحرب. في عام 1833 سافر من سانت بطرسبرغ إلى إيطاليا، حيث بقي حتى أبريل 1834. شهدت هذه الفترة إنشاء أشهر أعماله على الأرجح، الدراما المأساوية Nie-Boska komedia (الكوميديا غير الإلهية). بحلول عام 1850، تدهورت صحته، لكن ذلك لم يمنعه من رحلاته المستمرة حول أوروبا. من خلال الرسائل والاجتماعات مع شخصيات أوروبية مهمة، بما في ذلك نابليون الثالث ملك فرنسا، سعى إلى الحصول على الدعم للقضية البولندية. ولتجنب التداعيات السياسية، نشر أعماله دون الكشف عن هويته، ما أكسبه لقب بشاعر بولندا المجهول.
تأثرت أعمال كراسينسكي المبكرة بوالتر سكوت ولورد بايرون وتمجد فروسية العصور الوسطى. في عام 1845 نشر Psalmy przyszłości (مزامير المستقبل). اشتهر بالكوميديا غير الإلهية بالإضافة إلى مجموعة كبيرة من الرسائل التي لقيت استحسانًا. تستكشف كتاباته المحافظة والمسيحية والتضحية والمعاناة من أجل التقدم الأخلاقي والعناية الإلهية. يتمحور موضوع الكوميديا غير الإلهية وعمل رئيسي آخر، إيريديون (1834)، حول مفهوم الصراع الطبقي والثورة الاجتماعية ويتكهنان بتدمير طبقة النبلاء. أظهرت كتاباته اللاحقة معارضته للمشاريع الرومانسية المتشددة. كتب رسائل وشعرًا و«أطروحات في فلسفة التاريخ»، مثل مزامير المستقبل وPrzedświt (قبل الفجر). ربما تكون الكوميديا غير الإلهية أهم أعمال الدراما البولندية في الفترة الرومانسية.

## حياته

### طفولته
وُلد نابليون ستانيسواف آدم فيليكس زيجمونت كراسينسكي في باريس في 19 فبراير 1812 لوالده الكونت وينسنتي كراسينسكي، أرستقراطي بولندي وقائد عسكري، والكونتيسة ماريا أورسولا رادزويتش، عضوة في عائلة رادزيويل، عائلة نبيلة بولندية ليتوانية. أمضى سنواته الأولى في شانتيلي، حيث تمركز فوج الحرس الإمبراطوري التابع لنابليون بونابرت، وحضر الإمبراطور مراسم تعميده. في عام 1814 انتقل والداه إلى وارسو، التي كانت آنذاك جزءًا من دوقية وارسو، التي حكمها فريدريك أوغسطس الأول ملك ساكسونيا، كدولة عميلة للإمبراطورية الفرنسية الأولى. قام والد كراسينسكي المثقف والشغوف بتعيين معلمين بارزين، بما في ذلك البارونة هيلينا دي لا هاي، وجوزيف كورزينيوسكي وبيوتر شليبوفسكي، لتعليم زيجمونت.
بعد الاستقرار الذي أعقب نهاية الحروب النابليونية، والذي شهد نهاية دوقية وارسو وإنشاء كونغرس بولندا، أمضت عائلة كراسينسكي معظم العطلات الصيفية في عقاراتهم في بودولي وأوبينوجورا. في 12 أبريل 1822، توفيت والدة زيجمونت بمرض السل، وأصبح الصبي البالغ من العمر 10 سنوات رفيقًا مقربًا مبكرًا لرب الأسرة، الذي غرس في زيجمونت تقديس الفروسية والشرف. أدى افتتان زيجمونت بشخصية والده، وآمالهما المتبادلة في استقلال بولندا، إلى المثالية المتبادلة المفرطة والمرهقة. على مر السنين، كانت علاقتهما «الحميمة والصعبة» مؤثرة جدًا على زيجمونت، الذي وصفه فيكتور إرليش بأنه «ضعيف حساس للغاية»، مقارنة بوالده «الحنون ولكن المستبد».